# Wigan Athletic Football Club
El Wigan Athletic Football Club es un club de fútbol de Inglaterra, de la ciudad de Wigan situada en el Gran Mánchester. Fue fundado en 1932 y desde la temporada 2023/24 juega en la English Football League One, tercera categoría del fútbol de Inglaterra.
En 2003, el Wigan ascendió a la Football League Championship por primera vez, y en 2005 finalizó en segunda posición en dicha división, lo que permitió al equipo ascender a la Premier League por primera vez en su historia. A la temporada siguiente alcanzó la final de la Football League Cup y finalizó entre los 10 primeros de la Premier inglesa. Desde entonces, el Wigan permaneció nueve temporadas consecutivas en primera división hasta que descendió dos categorías seguidas. Su mayor logro hasta la fecha ha sido ganar la FA Cup en la temporada 2012-2013.

## Historia

### Vida en las ligas locales
El Wigan Athletic fue fundado en 1932 después de que desapareciera el anterior club de la ciudad, el Wigan Borough. La fundación del Wigan Athletic fue el quinto intento de establecer un equipo en la ciudad luego de las desapariciones del Wigan County, Wigan Town, AFC Town, y el ya mencionado Wigan Borough. El estadio Springfield Park, anterior casa del Wigan Borough, fue comprado por la suma de £2850 y el equipo fue elegido para participar de la Cheshire League.
En la temprana historia del Wigan Athletic, sus mayores alegrías vinieron en la Copa de Inglaterra. En la Copa de Inglaterra de 1934-35, el Wigan Athletic derrotó por 6-1 al Carlisle United en la Primera ronda, estableciendo el récord de la mayor victoria de un equipo amateur a un equipo profesional, un récord que no se rompe hasta hoy.
Después de la Segunda Guerra Mundial, el Wigan Athletic adoptó sus colores azul y blanco actuales.
En 1945 el Wigan Athletic fue escogido para jugar en otra liga, la Lancashire Combination, y en 1950 estuvo muy cerca de ser elegido para participar de la Football League, pero perdió en contra del Scunthorpe United por nueve votos. En la Copa de Inglaterra de 1953-54, el Wigan jugó un partido en contra del Hereford United en frente de 27.526 espectadores, un récord de asistencia en un partido de dos equipos amateurs en un estadio amateur, y también un récord para el Wigan.
En la temporada 1964-65, el Wigan Athletic ganó su primer título de la Liga de Cheshire desde que regresó a la liga, con el máximo goleador Harry Lyon anotando 66 goles.

### Desde la elección para la Football League hasta 1995
En los 1970s el Wigan Athletic fue miembro fundador de la Northern Premier League. Después de fallar 34 veces su elección para jugar en la Football League, e incluso un controvertido intento de jugar en la Segunda División Escocesa en 1972, el Wigan fue elegido para participar en la Football League como campeón de la Northern Premier League en 1978, en lugar del Southport FC, que había finalizado último en la Football League Fourth Division la temporada anterior.
En la primera temporada en el fútbol profesional, el Wigan terminó sexto y dos años más tarde subió a la Football League Third Division.
El club ganó su primer trofeo, el Football League Trophy, en la temporada 1984-85.
El Wigan Athletic descendió de la nueva Football League Second Division en 1993, y un año después finalizó decimonoveno en la Third Division, en su peor campaña como equipo profesional. En la temporada 1994-95 quedaron en mitad de tabla.

### 1995-2005
En 1995, el millonario local David Whelan compró el club, que en ese entonces jugaba en la Third Division, y comenzó su ambicioso plan de llevar al club a la Premier League, cosa que en esos años sonaba muy ridícula.
El primer paso para que se cumpliera el sueño de Whelan de ver al Wigan en la Premier League llegó en la temporada 1996-97, cuando el equipo gana la Third Division bajo la conducción de John Deehan. El sucesor de Deehan, Ray Mathias, llevó al Wigan a los Playoffs de la Second Division en 1999, pero el Wigan perdió por un marcador de 2-1 en contra de Manchester City, lo que le costó el puesto a Mathias.
El sucesor de Mathias, John Benson mantuvo al equipo en la primera posición de la Second Division durante seis meses sólo para colapsar en la segunda parte de la temporada y caer de nuevo en los Playoffs. La temporada terminó con una derrota 3-2 contra el Gillingham FC en la final de los Playoffs, que se jugó en el viejo Estadio de Wembley.
En el año 2001, un antiguo jugador del equipo, Paul Jewell fue contratado como entrenador, y en la temporada 2002-03, su primera al mando, el Wigan ganó la Second Division. A la temporada siguiente el club quedó en la séptima posición de la antigua First Division.
En la temporada siguiente Wigan Athletic consigue el ascenso a la Premier League, al quedar segundo en el Football League Championship, detrás del campeón Sunderland AFC. El 8 de mayo de 2005 es ahora recordado por los seguidores de los Latics como el día más grande de la historia del Wigan Athletic, cuando en el último partido de la temporada derrotan 3-1 al Reading FC asegurando el subcampeonato y el ascenso a la Premier League para la temporada 2005-06.

### Temporada 2005-06

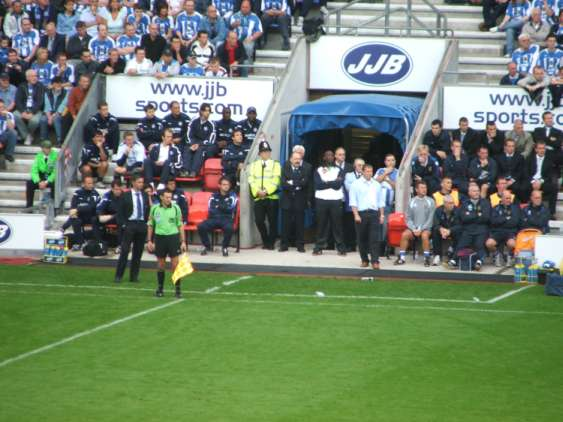
Primer partido de la Premier League 2005-06, Wigan Athletic vs. Chelsea FC.

El primer partido del Wigan en la Premier League fue un sueño hecho realidad, un partido en casa contra el campeón vigente del fútbol inglés, Chelsea FC. El partido parecía un comienzo soñado en la liga, pero al minuto 92, Hernán Crespo anota el primer y único gol para el Chelsea.
El Wigan Athletic fue el quinto equipo de los últimos 20 años en acceder por primera vez a la división más alta. El último debut en Primera División fue del Wimbledon FC en 1987.
El meteórico ascenso del Wigan continuó el 24 de enero de 2006, cuando el equipo aseguró el paso a la final de la Football League Cup, al eliminar al Arsenal FC en semifinales. Sin embargo, en la final el Wigan fue derrotado por el Manchester United por 4-0, en un inspirada noche de Wayne Rooney, el 26 de febrero de 2006, en el Millennium Stadium de Cardiff, Gales.
Al final de la temporada el Wigan falló en su intento de participar en una copa europea de importancia y, además optó por no jugar la Copa Intertoto de la UEFA.
El defensa francés de los Latics, Pascal Chimbonda, fue parte del equipo ideal de la Premier League de temporada y fue convocado por la selección de fútbol de Francia para participar en Alemania 2006.

### Temporada 2009-10
Durante esta temporada el Wigan Athletic sufrió la mayor goleada de su historia en la máxima competición inglesa siendo derrotado por el Tottenham londinense por un contundente 9-1 y por el Chelsea FC 8-0 en la última fecha de tal temporada, siendo también los partidos con mayor diferencia de goles en la Premier League de los últimos años.

### Temporada 2010-2011
Tras unas jornadas de tensión, finalmente el Wigan Athletic consiguió mantener la categoría en la última jornada imponiéndose a sus más directos rivales en la lucha por el descenso. Cabe destacar el partido de la penúltima jornada en la que Charles N'Zogbia materializó la remontada ante el West Ham United 3-2 y el último partido de la temporada, el 22 de mayo de 2011, en el que se impusieron al Stoke City Football Club por 0-1 con gol del colombiano Hugo Rodallega en el Britannia Stadium.

### Temporada 2012-2013
Wigan Athletic se corona campeón de la FA Cup por primera vez en su historia  tras vencer por 1-0 al Manchester City el 11 de mayo de 2013, con un gol de Ben Watson en tiempo suplementario. Se destaca por el hecho de ser el primer campeonato ganado por el Wigan.
El 14 de mayo desciende de categoría tras perder categóricamente 4-1 ante el Arsenal FC en el Emirates Stadium. Por primera vez en 8 años de permanencia en la Premier League, el equipo jugaría en segunda división.

### Temporada 2013-2014
Luego del descenso a Segunda División el Club nombró al irlandés Owen Coyle como nuevo Gerente, el Club inicio cayendo en la Final de la Community Shield ante Manchester United Football Club por 2-0 en Wembley.
Por primera vez en su historia Wigan participó en la Liga Europa de la UEFA, quedando eliminado en fase de grupos; el 2 de diciembre de 2013 el Club destituyó a Coyle luego de 3 derrotas en una semana.
Casi de inmediato se nombró al alemán Uwe Rösler como Nuevo Gerente; Rösler logró una campaña milagrosa clasificando al Club a los PlayOff en la 5.ª posición en busca del tercer ascenso a la Premier League. Desafortunadamente el Club perdió 0-3 ante Queens Park Rangers Football Club.
En la FA Cup el Club logró llegar de nuevo a Semifinales perdiendo en penales vs Arsenal Football Club quedando muy cerca de revalidar el Título, curiosamente el Club eliminó en octavos de final al Manchester City Football Club.

### Temporada 2014-2015
Uwe Rösler siguió al frente del Club, iniciando como uno de los favoritos a ascender, desafortunadamente Rösler fue destituido en invierno dejando al Club en zona de descenso, siendo reemplazado por el ex gerente del Cardiff City Football Club el escocés Malky Mackay.
Mackay poco o nada pudo hacer en esa situación y en mayo renunció al cargo, su compatriota Gary Caldwell fue designado jugador/entrenador hasta final de temporada con el descenso prácticamente consumado.

### Temporada 2015-2016
Tras anunciar su retiro Gary Caldwell fue designado Gerente Principal, Caldwell inicio fichando al veterano arquero Finlandés Jussi Jääskeläinen junto a otros jugadores de rodaje en la League One como el goleador Will Grigg.
Wigan Athletic solo perdió 1 vez en 23 fechas de la 2 vuelta de la temporada logrando el ascenso a la EFL Championship, con Grigg como máximo goleador de la League One con 25 goles, curiosamente Wigan logra el ascenso luego de aplastar 0-4 de visita al Blackpool Football Club en Bloomfield Road condenandolo a descender a la EFL League Two.

### Temporada 2016-2017
En su retorno a Segunda División bajo el mando de Caldwell el Club fichó al arquero internacional húngaro Ádám Bogdán; desafortunadamente los resultados no acompañaron al Gerente, al punto de ser despedido con el Club en zona roja.
2 semanas después se designó a Warren Joyce como Nuevo Gerente, Joyce siempre había estado ligado a la formación de jóvenes talentos en el Manchester United Football Club, increíblemente el DT solo duro 3 meses alfrente argumentando que no se encontraba preparado para una experiencia de este nivel.
Se designó al histórico exjugador Graham Barrow como Nuevo Gerente, desafortunadamente el Club descendió de nuevo a la EFL League One.

### Temporada 2017-2018
A inicios de julio se oficializó el retorno de Paul Cook esta vez como Gerente en busca del ascenso a la EFL Championship (ya había estado como jugador), Cook llegaba del Portsmouth Football Club luego de lograr el ascenso de la EFL League Two.
Wigan Athletic permaneció durante gran parte de la temporada en los puestos de ascenso de la EFL League One, en una lucha codo a codo con Blackburn Rovers Football Club y Rotherham United Football Club, al final fueron los rovers que lograron ascender junto a los Latics.
El 19 de febrero de 2018, el equipo de Paul Cook consigue derrotar al Manchester City de Pep Guardiola, eliminándole de la FA Cup y pasando por tanto a cuartos de final de Copa.
El 21 de abril de 2018 goleó 4-0 al Fleetwood Town, logrando el ascenso a Segunda División.

### Temporada 2018-2019
A principios de la temporada y luego de haber obtenido el ascenso, se anunció que la familia Whelan había llegado a un acuerdo para vender el club, el estadio y las instalaciones de entrenamiento a International Entertainment Corporation (IEC), con sede en Hong Kong, en un acuerdo de £ 22 millones.
2 de noviembre de 2018, IEC recibió la aprobación de los accionistas para completar la adquisición del club de fútbol, poniendo fin a los 23 años de propiedad de la familia Whelan. Al final de la temporada Wigan terminó 18.º en el Campeonato con 52 puntos, muy por encima de la zona de descenso

### Temporada 2019-2020
Wigan Athletic en esta temporada debido a la detención de la liga por la pandemia de coronavirus se vio envuelto en una intervención judicial que le proporcionó una pérdida 12 de puntos en tabla final del Championship, lo cual finiquito su descenso a la League One 20/21, cabe destacar que en esta temporada consiguió su mejor resultado en liga al golear 8:0 al Hull City.

### Temporada 2020-2021
Wigan Athletic inicio la temporada en la League One bajo administración debido a sus graves problemas económicos, donde tuvo el aporte de jugadores de la sub-21 ante la imposibilidad de fichar jugadores, los administradores encargados colocaron al mando del club al entrenador John Sheridan, quien llegaba del Waterford United Football Club de la Liga de Irlanda.
Sheridan solo duro 15 juegos al mando del Club, antes de trasladarse al Swindon Town Football Club también de la League One, Leam Richardson ex asistente de Paul Cook fue designado como Entrenador Principal hasta final de temporada, logrando una salvación casi milagrosa del descenso.
A principios de marzo del 2021 los Administradores estaban en conversaciones avanzadas con un consorcio Phoenix 2021 Ltd dirigido por el empresario de Baréin Talal Al Hamad. El día 15 de marzo se acordo la adquision del Club por parte del consorcio siendo aprobada por la EFL poniendo fin a la angustia de una posible deducción de puntos para la siguiente temporada.
En mayo, los antiguos administradores reembolsaron £ 171,000 recaudados por los seguidores para mantener el club en funcionamiento cuando entró en administración por primera vez.

### Temporada 2021-2022
Los nuevos Propietarios del Club comenzaron renovando al Entrenador Leam Richardson para la temporada 2021/22 en busca del ascenso a EFL Championship, incorporando jugadores de experiencia como James McClean, Ben Amos, Josh Magennis, Max Power, Jason Kerr, igualmente renovando jugadores fundamentales de la temporada anterior como el goleador irlandés Will Keane y al Capitán Tendayi Darikwa. La temporada terminó con el éxito del título de la EFL League One en la última fecha de la temporada con una aplastante victoria de visita 0-3 vs Shrewsbury Town Football Club, uno de los resultados más resaltados de esa temporada fue una victoria aplastante de visitante 0-4 en el derbi ante Bolton Wanderers Football Club en el University of Bolton Stadium ante 26.000 espectadores de los cuales aproximadamente 6.000 eran seguidores del Wigan Athletic
Wigan tuvo un promedio aproximado de asistencia de local de 20.000 espectadores, siendo de los equipos con mayor afluencia de público junto a Portsmouth Football Club, Plymouth Argyle Football Club, Ipswich Town Football Club.

### Temporada 2022-23
La temporada inicio con los fichajes de Ryan Nyambe, Nathan Broadhead, Anthony Scully. Ante la poca oportunidad de sumar minutos Wigan cedió a préstamo al Mediocampista irlandés Jamie McGrath al Dundee United Football Club.
El día 10 de noviembre de 2022 el Entrenador Leam Richardson fue despedido luego de 8 fechas sin conocer la victoria, curiosamente 2 semanas antes el Gerente había renovado su contrato por 3 temporadas con la institución, lo cual desató una polémica entre los seguidores del Club.
El 29 de noviembre la institución nombró como Nuevo Gerente a Kolo Touré con un contrato de 3 temporadas y media, siendo esta la primera experiencia como Entrenador Principal, habiendo trabajado anteriormente como Asistente Técnico en Leicester City Football Club y Celtic Football Club de la mano del Norirlandes Brendan Rodgers.
El 29 de enero Kolo Touré fue despedido como Entrenador del Club, en sus 9 partidos al mando del Club obtuvo 2 empates y 7 derrotas, dejando al Club último.
El 31 de enero se confirmó que Shaun Maloney era el Nuevo DT del Club, Maloney es recordado al dar la asistencia en la Final de la FA Cup 2013 que terminó consagrando al Wigan.
El 29 de abril de 2023 el Club fue relegado de nuevo. Los salarios de varios jugadores se pagaron nuevamente tarde, sucediendo esto por quinta vez en la temporada, la situación se volvió a repetir en mayo.
El 16 de mayo los propietarios pagaron una suma sustancial de siete cifras, con pruebas a la EFL para mantener el club en funcionamiento hasta final de temporada.
A finales de mayo Wigan recibió dos deducciones más de punto para la temporada 2023/24 de la English Football League One. Primero, el 19 de mayo, la EFL anunció que a Wigan se le deducirían cuatro puntos por no pagar los salarios de los jugadores. Se suspendió una deducción adicional de cuatro puntos hasta el 30 de junio de 2024, pero se activaría si los salarios se pagan nuevamente con retraso antes de esa fecha. La EFL también dedujo retrospectivamente tres puntos del total de la temporada 2022-23 del club; Por lo tanto, Wigan terminó la temporada con 39 puntos, a 10 puntos de la seguridad. También se requirió que el propietario Al-Jasmi depositara una cantidad que cubriera el 125% de la factura salarial mensual prevista del club antes del 24 de mayo de 2023 o enfrentaría nuevas sanciones.En segundo lugar, el 26 de mayo, se hizo una deducción adicional de cuatro puntos después de que Al-Jasmi incumpliera ese plazo a pesar de que se le dio tiempo extra. El club, por lo tanto, comenzaría su próxima temporada con menos ocho puntos.
El presidente del club, Talal Al-Hammad, dijo que una inminente "suma de ocho cifras" garantizaría la "estabilidad financiera" hasta el final de la temporada 2023-24, y describió planes que incluyen una reducción del 65% en la factura salarial de Wigan después de un descenso "insostenible" en el campeonato. Sin embargo, el pago esperado no se había realizado el 2 de junio de 2023 y algunos jugadores volvieron a no recibir el pago, lo que corría el riesgo de recibir más sanciones de EFL y llevó a los grupos de fanáticos a instar a la venta del club.

### Temporada 2023-act.
Dos de los tres directores de Wigan dimitieron el 4 de junio de 2023 cuando crecieron los temores de una posible orden de liquidación de HMRC, antes de que los propietarios dijeran que habían acordado vender el club a "un nuevo comprador" que se había "comprometido a resolver todos pasivos pendientes en la primera oportunidad", el comprador potencial, Sarbjot Johal, también estuvo involucrado en negociaciones para comprar Morecambe Football Club objetivo que no se logró ya que no había presentado suficientes pruebas de financiación.  
El 9 de junio de 2023, se impuso un embargo de transferencia al Wigan Athletic por infringir las reglas de pago de impuestos de EFL, y, tres días después, HMRC presentó una petición de liquidación por impago de impuestos, con fecha de audiencia del 26 de julio. También el 12 de junio de 2023, se informó que el copropietario de Wigan Warriors RLFC, Mike Danson, había renovado su interés en comprar el Wigan Athletic, con la confirmación oficial del trato inminente el 14 de junio.
El club dada las circunstancias económicas que lo afectaban se reforzó con jugadores libres y jugadores cedidos, una de las bajas más sensibles fue la del emblema del Club James McClean quien fue transferido al Wrexham AFC por £290,000
La temporada de League One arracaria con una deducción de 8 puntos por los incumplimientos en los pagos.
En el primer juego de la temporada el Club sorprendió con un triunfo de visita en Pride Park Stadium frente a uno de los favoritos para el ascenso Derby County por 2-1, el 12 de agosto en su primer juego en el DW Stadium el Club sumó su segundo triunfo consecutivo frente al Northampton (2-1), seguido de un empate 1-1 frente al recién ascendido Carlisle United.
El 19 de agosto, Wigan enfrentaría en el derbi al Bolton Wanderers que en sus 3 juegos anteriores había sumado los 9 puntos, el juego en el Toughsheet Community Stadium terminaría con victoria por 0-4 para los Latics frente a más de 25.000 espectadores (4.000 de ellos seguidores del Wigan Athletic).
La temporada 2023/24 culminaría con un triunfo de local 2-0 ante Bristol Rovers, el club finalmente ocupó la casilla 12 con 62 ptos, algo impensado dada las circunstancias, gran parte del éxito de la plantilla dirigida por Shaun Maloney se dio gracias a jóvenes jugadores de la academia como Sam Tickle, Charlie Hughes y Babajide Adeeko junto con la experiencia de Callum McManaman, Josh Magennis.

## Uniforme
- Uniforme titular: Camiseta azul con líneas verticales blancas, pantalón azul y medias azules.
- Uniforme suplente: Camiseta rojas, pantalón rojo y medias rojas.

## Estadio
El equipo juega en el DW Stadium de Wigan, con capacidad para 24.826 espectadores e inaugurado el 4 de agosto de 1999. Es compartido con el equipo de rugby inglés Wigan Warriors.
Anteriormente el Wigan Athletic jugaba sus partidos de local en el Springfield Park, que también era estadio del Wigan Borough.

## Jugador del año (1979–Act.)
| Año  | Mejor jugador    |
| ---- | ---------------- |
| 1980 | John Brown       |
| 1981 | Colin Methven    |
| 1982 | Les Bradd        |
| 1983 | Jimmy Weston     |
| 1984 | John Butler      |
| 1985 | Tony Kelly       |
| 1986 | Colin Methven    |
| 1987 | Barry Knowles    |
| 1988 | David Hamilton   |
| 1989 | David Thompson   |
| 1990 | Peter Atherton   |
| 1991 | Peter Atherton   |
| 1992 | Phil Daley       |
| 1993 | Allen Tankard    |
| 1994 | Andy Lyons       |
| 1995 | Neill Rimmer     |
| 1996 | Roberto Martínez |
| 1997 | Graeme Jones     |
| 1998 | David Lowe       |
| 1999 | Colin Greenall   |
| 2000 | Andy Liddell     |
| 2001 | Arjan De Zeeuw   |
| 2003 | Jason De Vos     |
| 2004 | John Filan       |
| 2005 | Jason Roberts    |
| 2006 | Arjan De Zeeuw   |
| 2007 | Leighton Baines  |
| 2008 | Antonio Valencia |
| 2009 | Charles N'Zogbia |
| 2010 | Hugo Rodallega   |
| 2011 | Ali Al Habsi     |
| 2012 | Gary Caldwell    |
| 2013 | Shaun Maloney    |
| 2014 | Jordi Gomez      |
| 2015 | James McClean    |
| 2016 | David Perkins    |
| 2017 | Dan Burn         |
| 2018 | Nathan Byrne     |
| 2019 | Reece James      |
| 2020 | Sam Morsy        |
| 2021 | Jack Whatmough   |
| 2022 | James McClean    |
| 2023 | Sam Tickle       |

## Palmarés

### Torneos nacionales
- FA Cup (1) 2012-13

- English Football League Trophy (2)

- Football League One (4)

- Football League Two (1)

## Participación en competiciones de la UEFA
| Temporada | Torneo             | Ronda          | Club          | Casa | Visita | Global   |
| --------- | ------------------ | -------------- | ------------- | ---- | ------ | -------- |
| 2013/14   | UEFA Europa League | Fase de grupos | Maribor       | 3–1  | 1–2    | 4° Lugar |
| 2013/14   | UEFA Europa League | Fase de grupos | Rubin Kazan   | 1–1  | 0–1    | 4° Lugar |
| 2013/14   | UEFA Europa League | Fase de grupos | Zulte Waregem | 1–2  | 0–0    | 4° Lugar |

## Rivalidades
Su máximo rival es el Bolton Wanderers. También mantiene una fuerte enemistad con Preston North End y Blackburn Rovers.